# Bürgerkrieg in Myanmar seit 2021

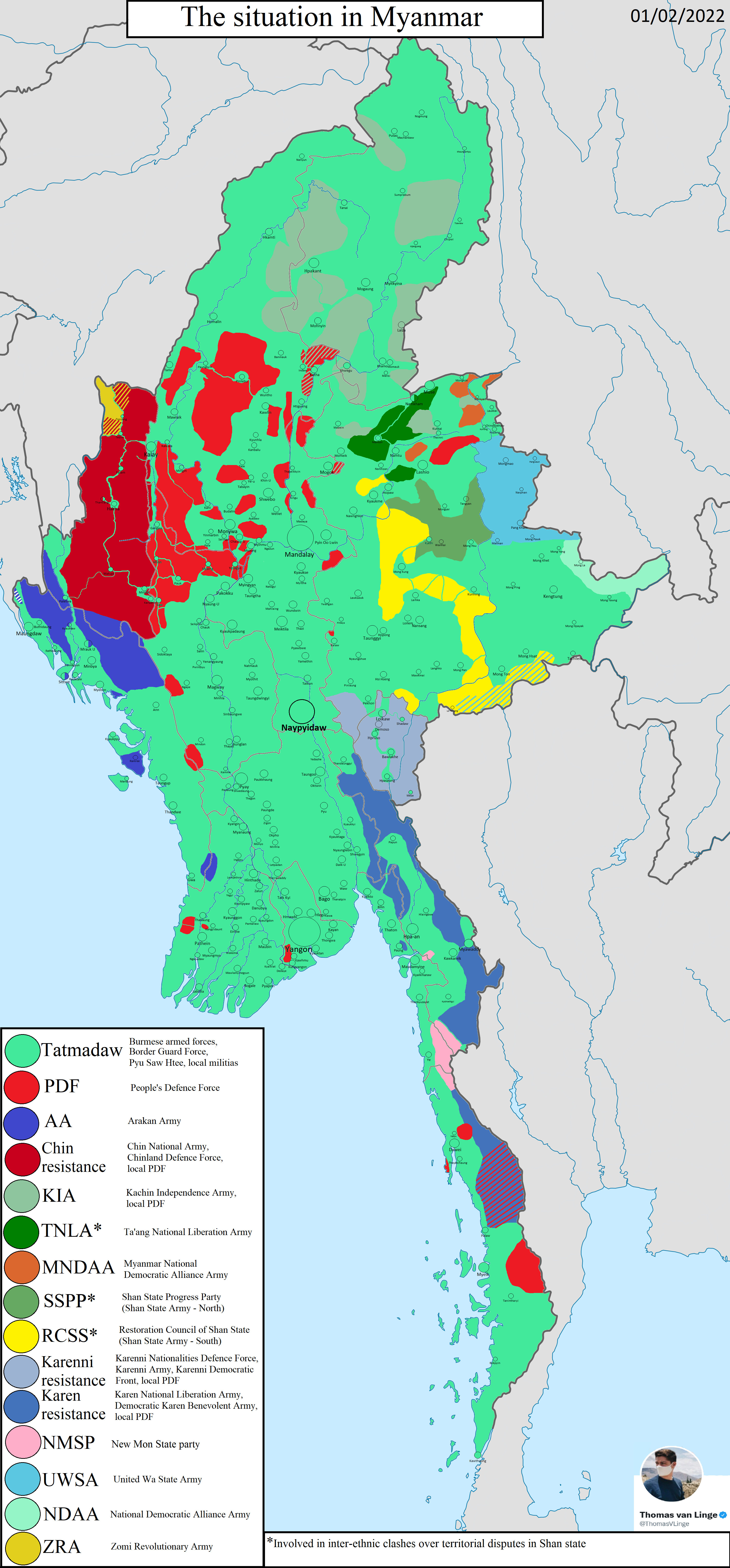
Karte mit Gebieten der bewaffneten ethnischen Organisationen im Februar 2022. Die oben erwähnte Stadt Myawaddy ist in dieser Karte grün, also Militärregierung. Ein Fehler in der Karte. Bei der grün-gelb-schraffierten Fläche an der Thai Grenze handelt es sich um die Region 171 des Wa-Staates und nicht um Gebiete der RCSS bzw. Armee. Die richtige Farbe wäre Hellblau also UWSA.

Situation am 30. April 2024. Man beachte den schmalen Korridor entlang des Asia Highway 1 nach Myawaddy, welcher noch immer von der Militärregierung kontrolliert wurde. Man beachte auch die Gebiete der RCSS und der SSPP. Die RCSS verlor Gebiete an die SSPP und die TNLA.

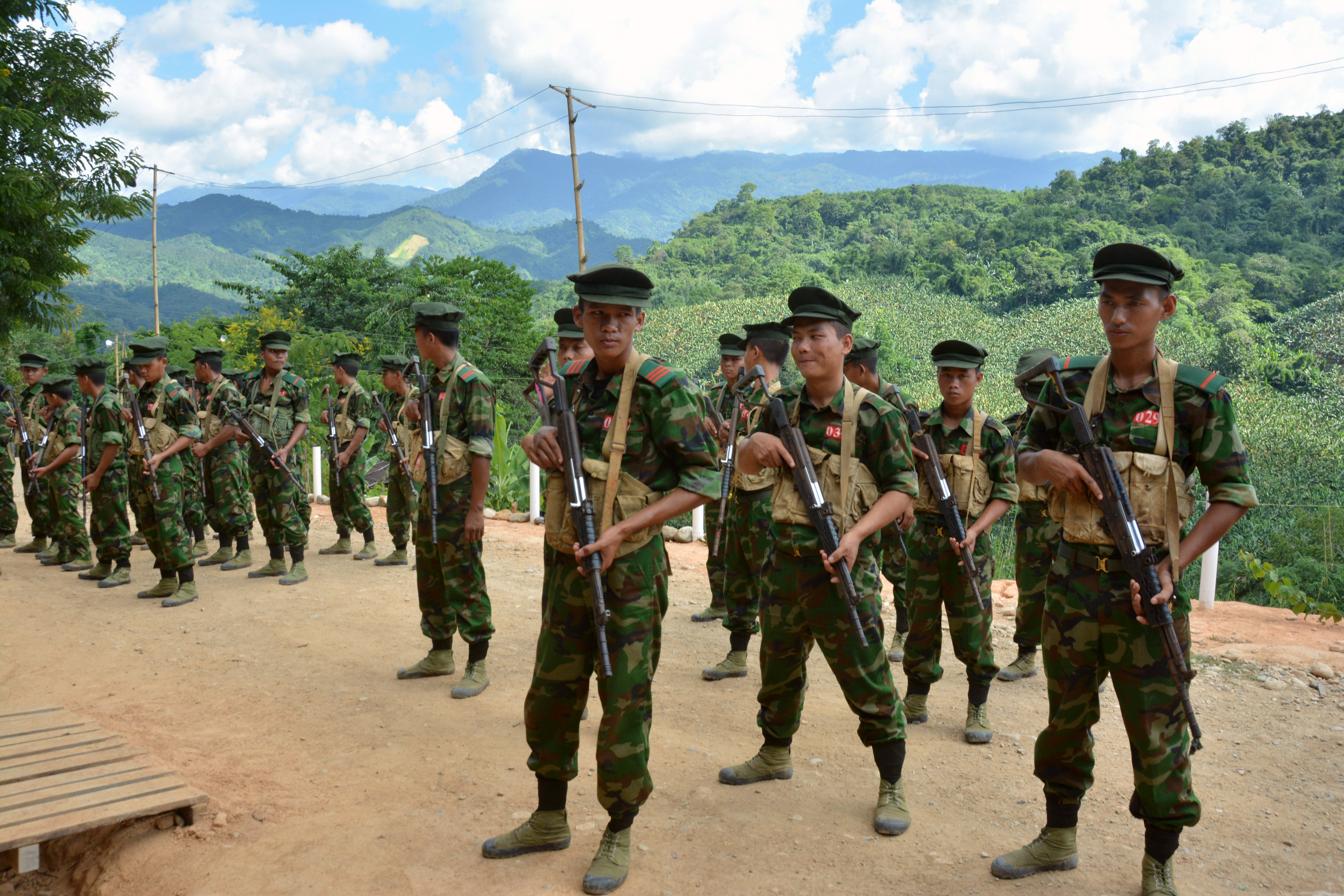
Rekruten der Kachin Independence Army im Oktober 2016

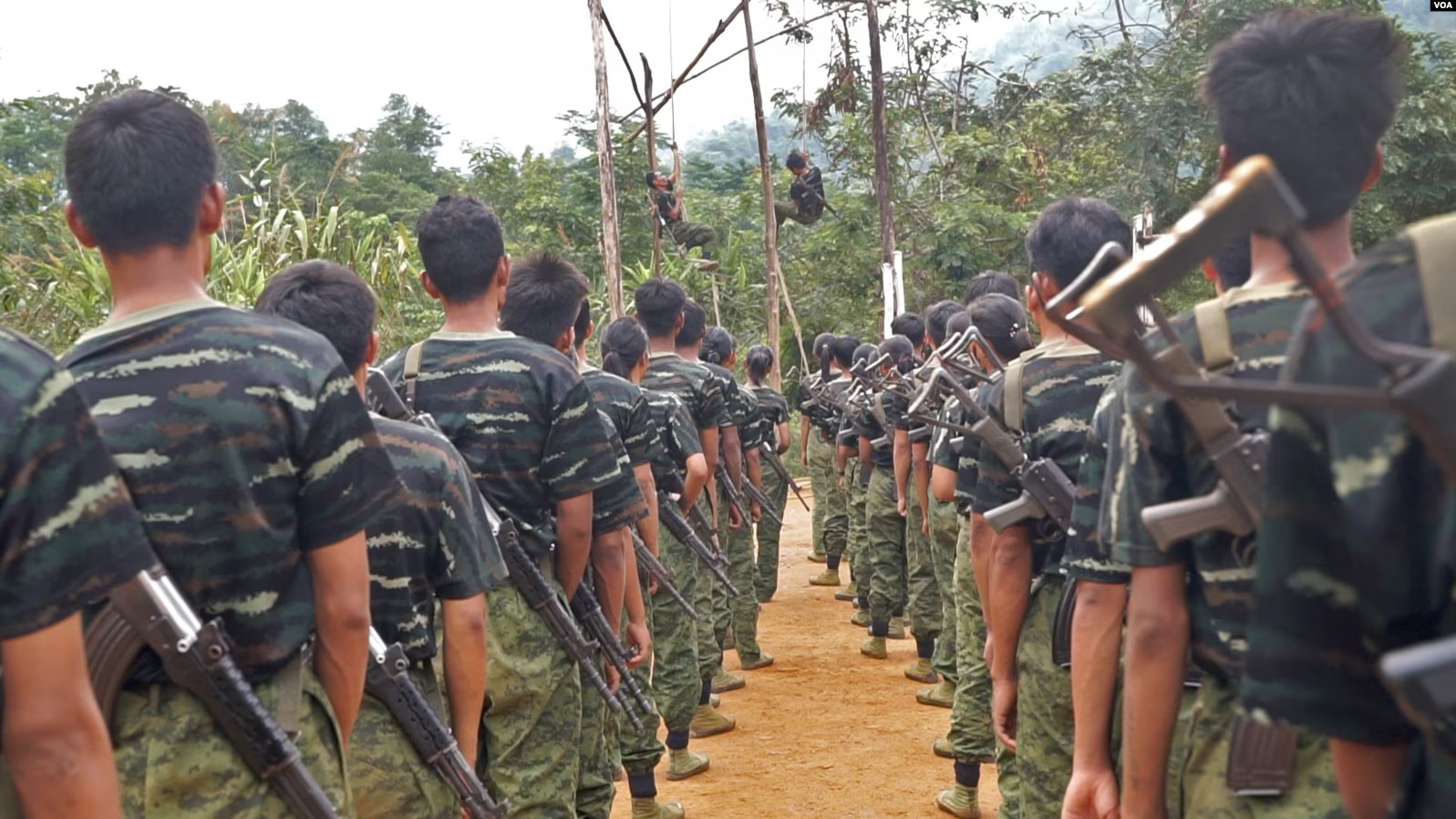
Mitglieder der Arakan Army (AA) im Trainingslager der Kachin Independance Army (KIA) in Laiza

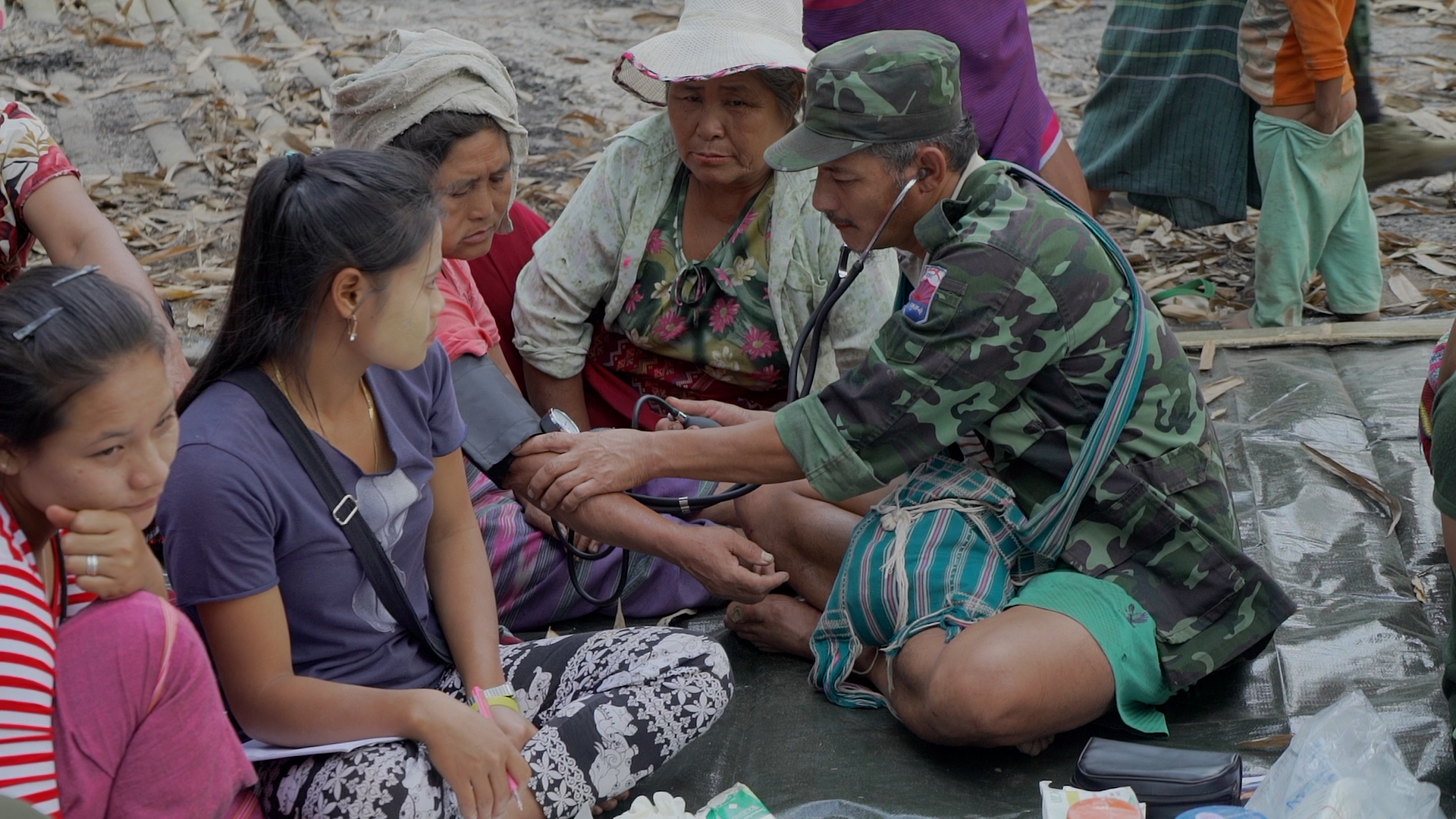
Karen National Liberation Army Sanitäter untersucht Flüchtlinge

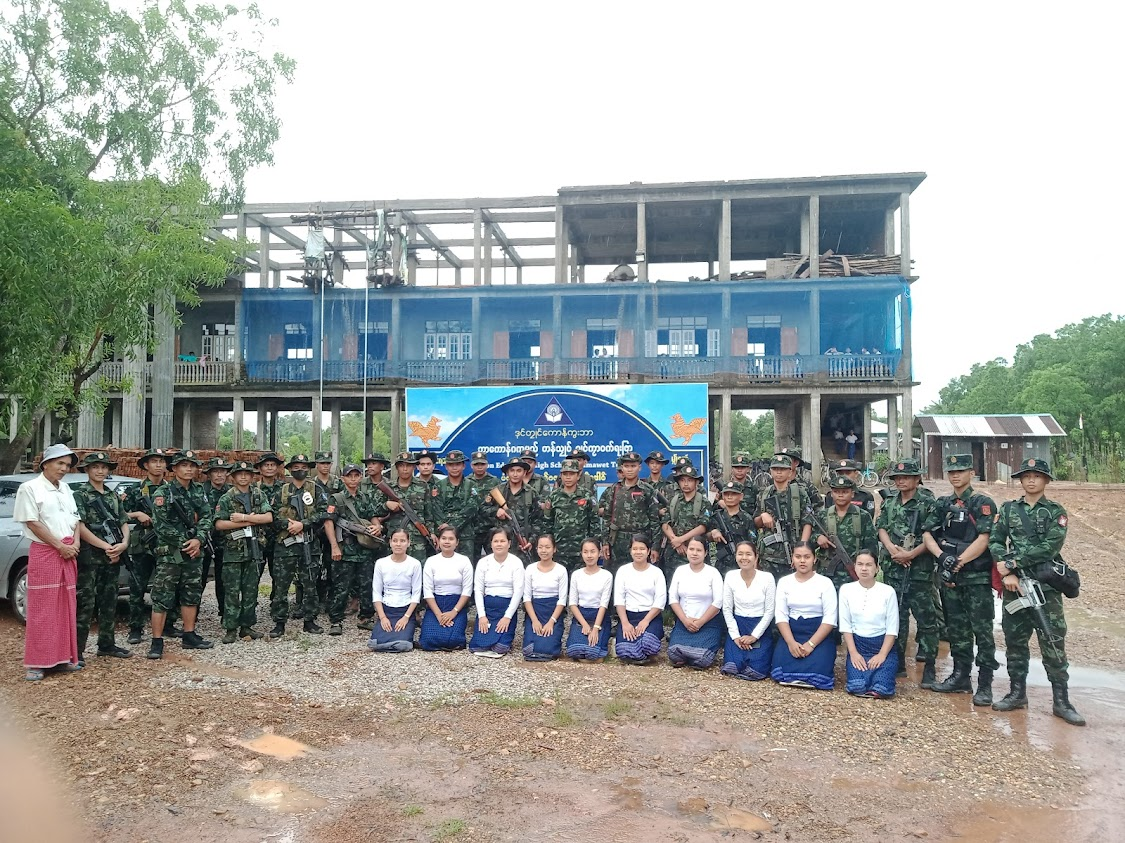
Soldaten der MSLA

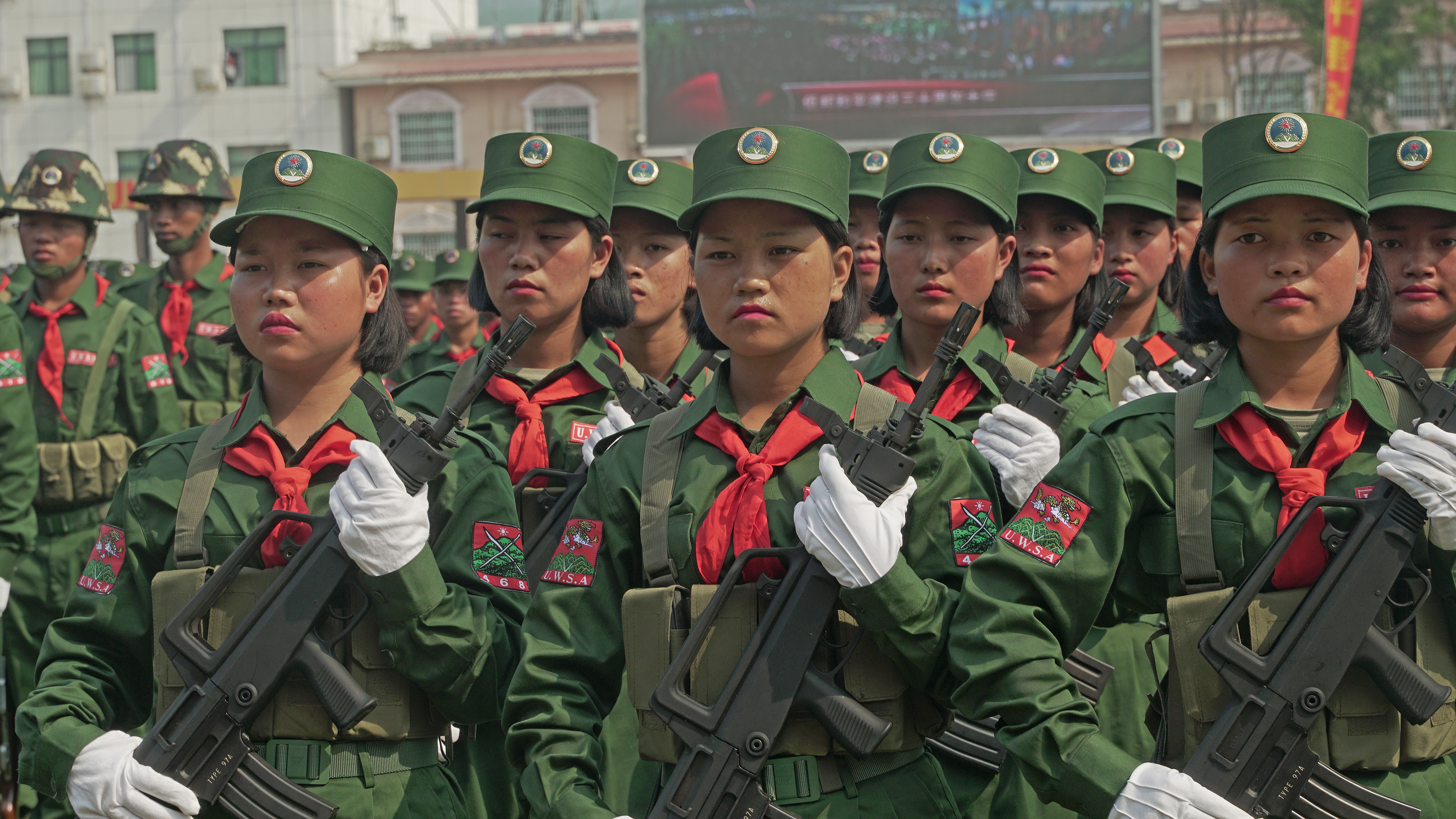
Weibliche Kämpfer der United Wa State Army von der 468. Division. Die UWSA gilt als stärkste und bestausgerüstete ethnische Armee im Land.

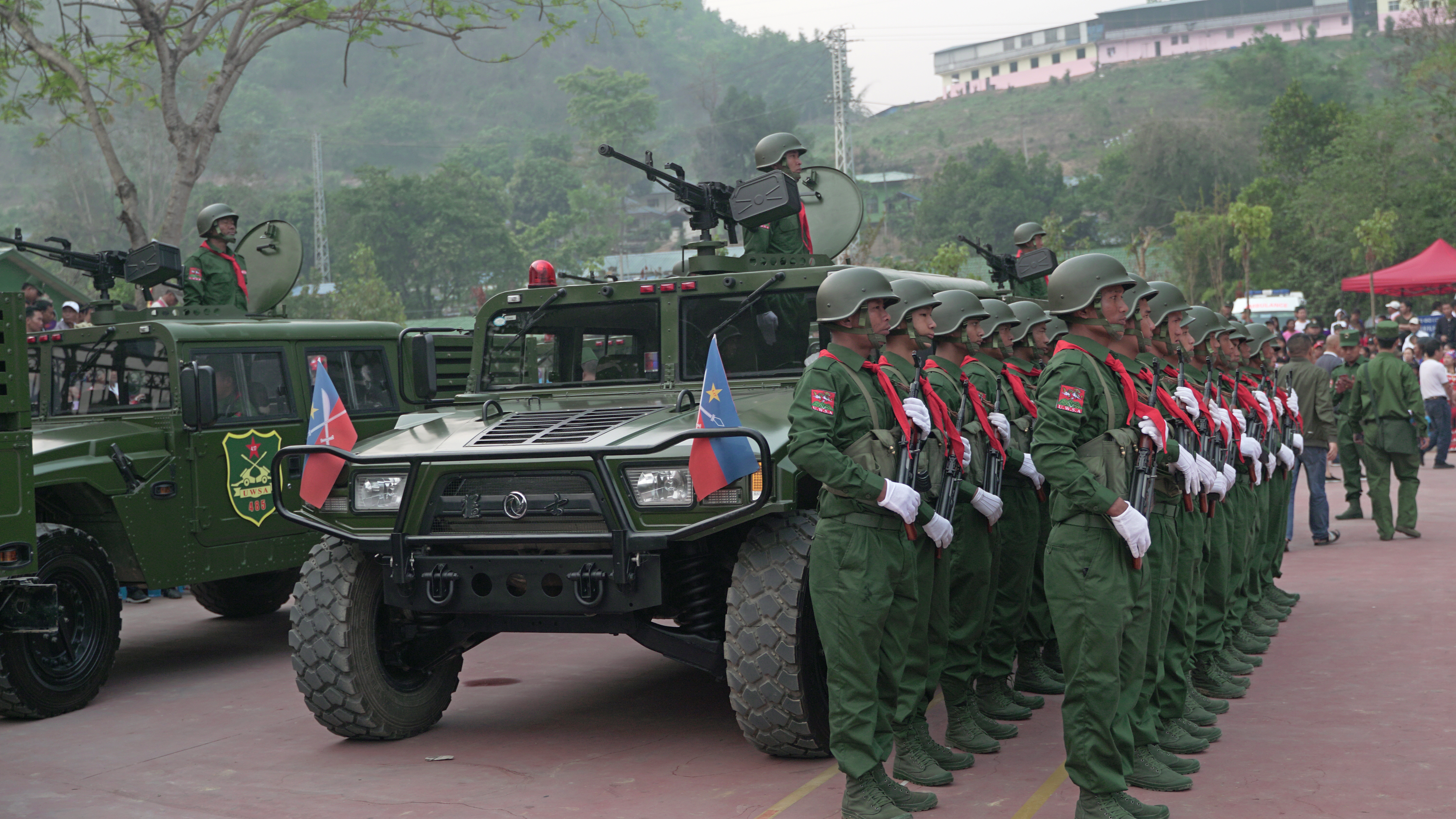
Kämpfer der United Wa State Army. Die UWSA ist offiziell neutral im Bürgerkrieg, gilt aber als großer Waffenproduzent und Waffenlieferant für die Rebellen.

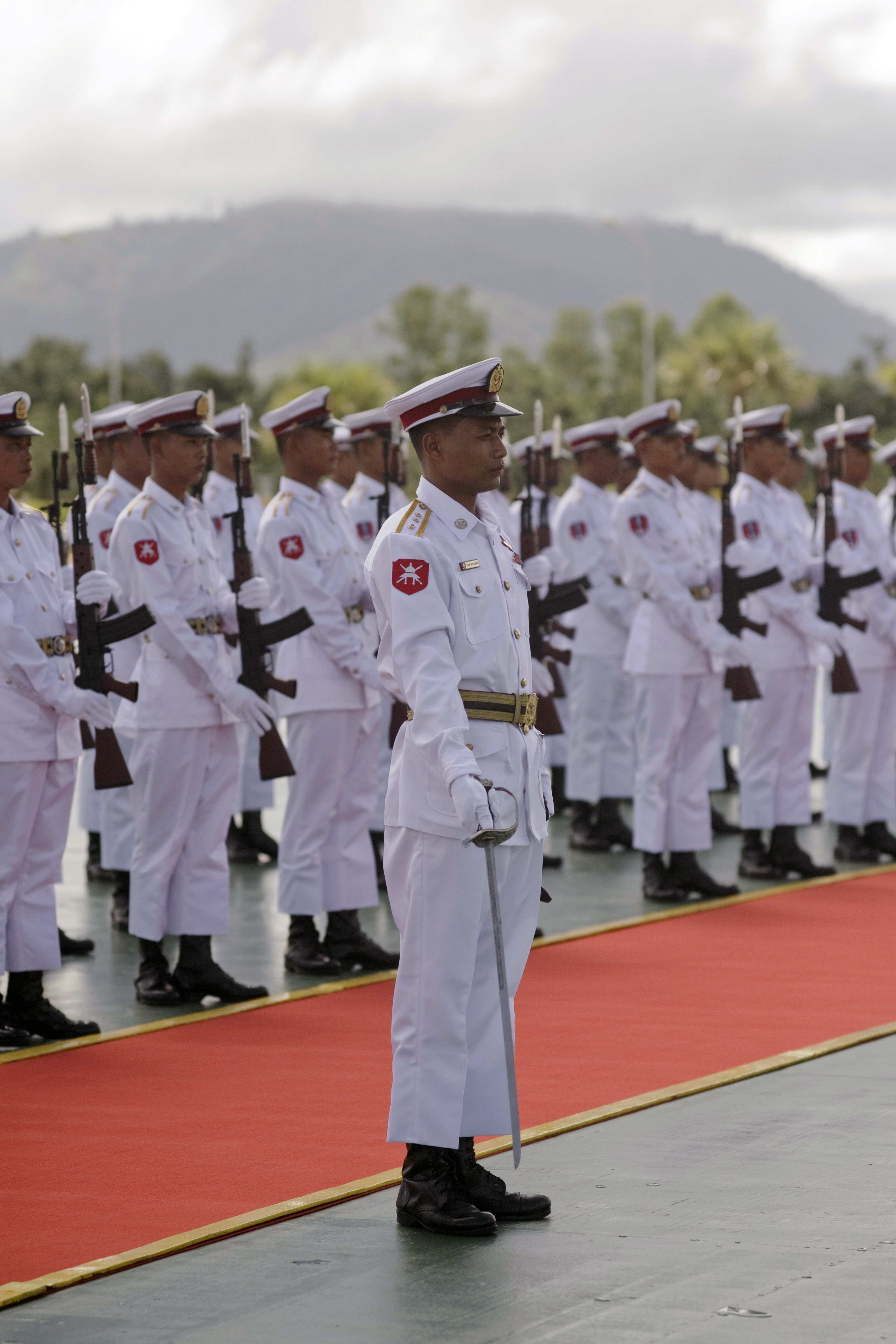
Ehrengarde der myanmarischen Armee

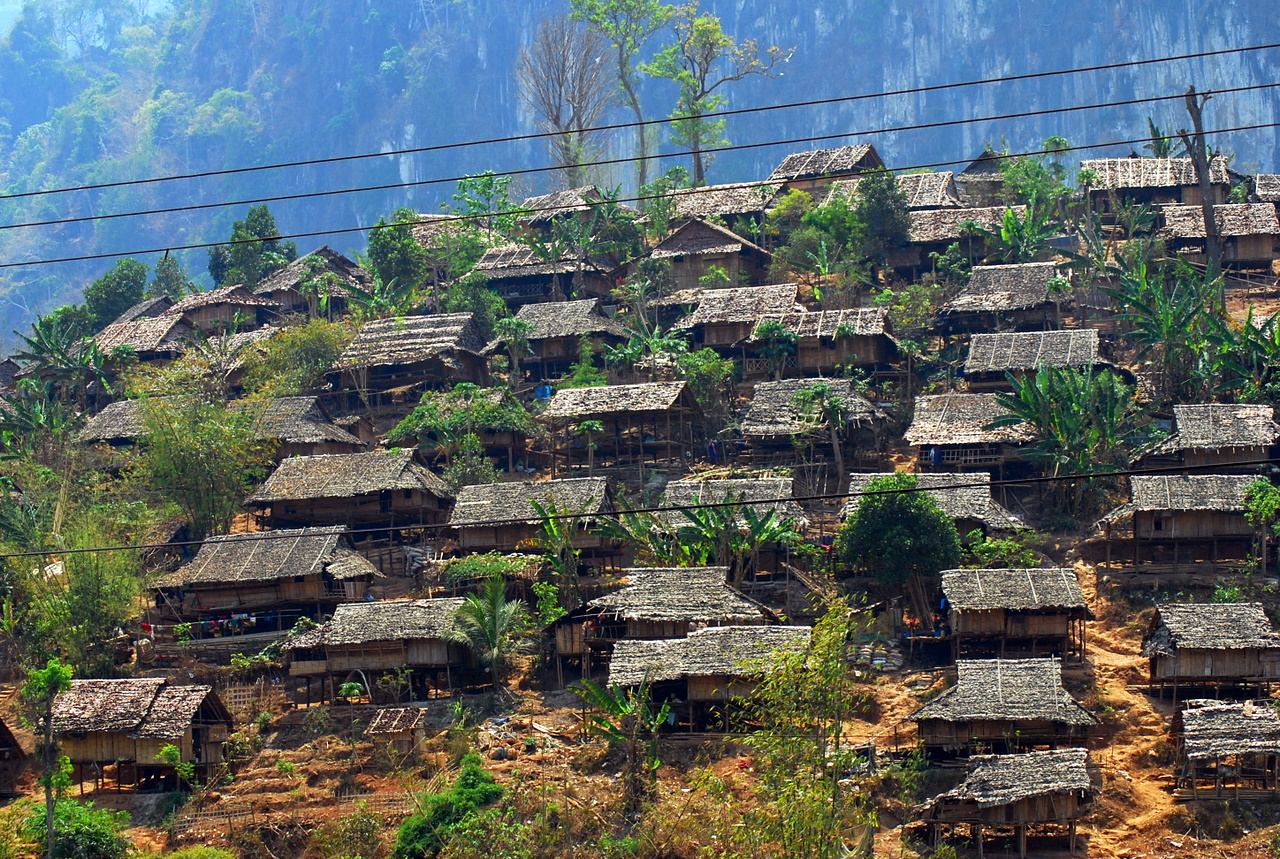
Durch die Kämpfe wurden viele Bewohner zu Flüchtlingen. Im Bild das Mae La Flüchtlingslager in Thailand

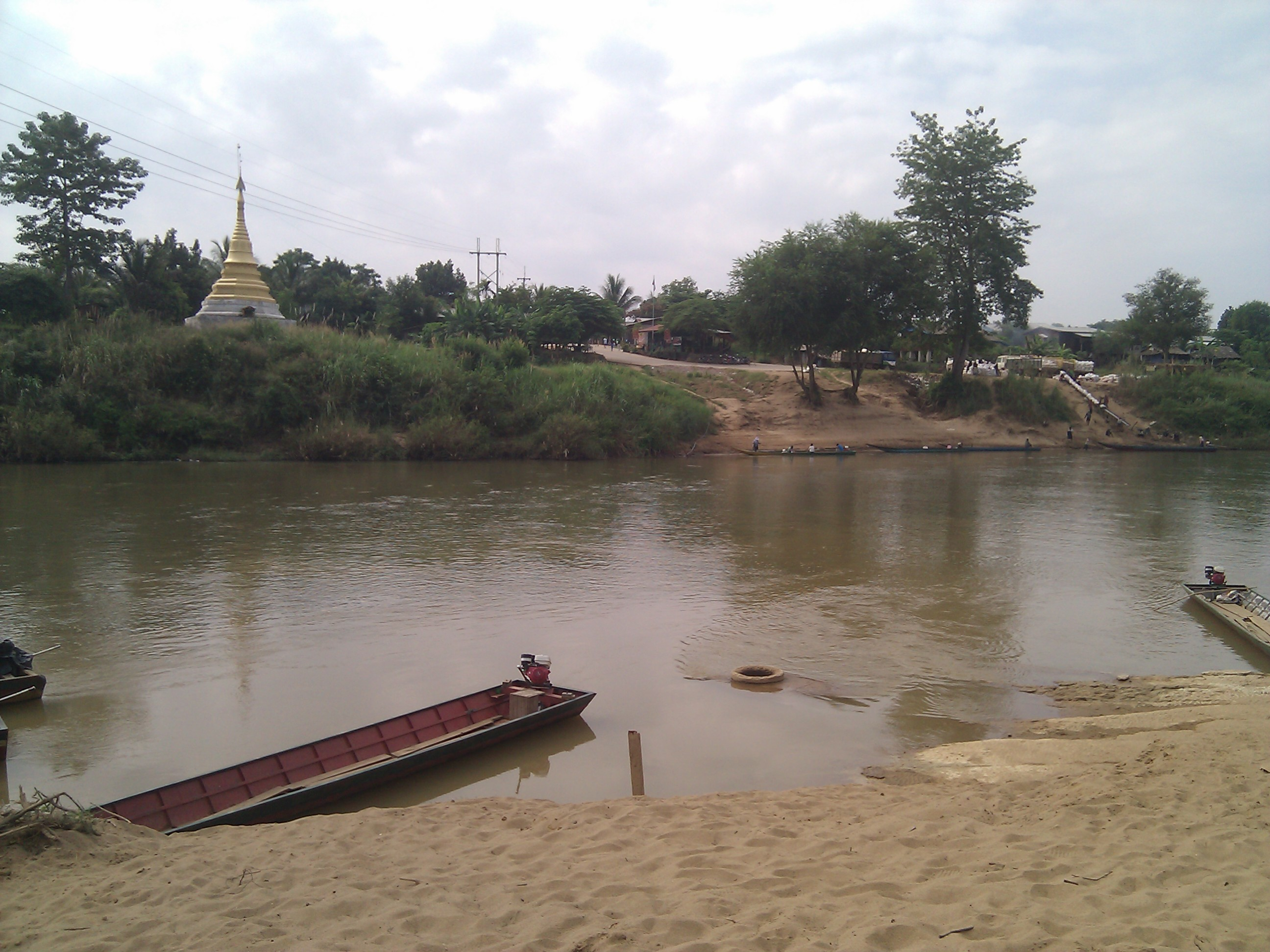
Halboffizieller Grenzübergang zu Thailand. Die ethnischen Armeen finanzieren sich auch durch Schmuggel.

Der Bürgerkrieg in Myanmar, der auch als Burmesische Frühlingsrevolution, Burmesischer Bürgerkrieg oder Volksdefensivkrieg bezeichnet wird, ist ein Konflikt zwischen der myanmarischen Militärjunta (State Administration Council kurz SAC) und der Nationalen Einheitsregierung Myanmars (National Unity Government kurz NUG), welche sich aus Oppositionsgruppen wie der Nationalen Liga für Demokratie und verschiedenen ethnischen Milizen zusammensetzt. Es ist auch ein Konflikt zwischen der burmesischen Mehrheitsbevölkerung und verschiedenen ethnischen Minderheiten im Land. Dabei ist die burmesische Seite in Gegner und Anhänger der Militärregierung gespalten. Aber auch bei den ethnischen Minderheiten gibt es Anhänger und Gegner der NUG, der Einheitsregierung. Und es gibt ethnische Gruppen, welche nichts mit einem gemeinsamen Vielvölkerstaat zu tun haben wollen und diesen ablehnen. Der Krieg ist im Rahmen des anhaltenden und sehr komplexen bewaffneten Konflikts in Myanmar einzuordnen. Dieser eskalierte 2021, als sich nach einem Militärputsch die Nationale Einheitsregierung Myanmars bildete und ihre People’s Defence Force im Verbund mit anderen Milizen als Reaktion auf die Repressionen der Militärjunta die Streitkräfte Myanmars angriffen. Am zweiten Jahrestag des Staatsstreichs, im Februar 2023, gab der Vorsitzende des Staatsverwaltungsrates, Min Aung Hlaing, zu, dass die Regierung die Kontrolle über „mehr als ein Drittel“ der Gemeinden an die Aufständischen verloren hat.

## Vorgeschichte
Myanmar wird seit 1962 von verschiedenen Militärregierungen regiert, welche das Land international isolierten. In verschiedenen von ethnischen Minderheiten bewohnten Gebieten bildeten sich ethnische Milizen, die von den Streitkräften, welche Politik und Wirtschaft des Landes beherrschten, teilweise brutal bekämpft wurden. Mit anderen ethnischen Milizen arbeiteten die Militärregierungen mehr oder weniger eng zusammen. Die ethnischen Milizen bekämpften sich auch teilweise gegenseitig. Ab 2011 waren in Myanmar die Anfänge eines Demokratisierungsprozesses zu verzeichnen, und die Macht des Militärs wurde zurückgedrängt. Im März 2016 wurde Htin Kyaw, ein enger Vertrauter der bisherigen Oppositionsführerin Aung San Suu Kyi, zum neuen Präsidenten gewählt. Aung San Suu Kyi wurde unter ihm als Staatsberaterin Regierungschefin, Ministerin des Büros des Präsidenten und Außenministerin von Myanmar.
Nach der Amtsübernahme der demokratisch gewählten Regierung stellte sich die Frage, inwieweit diese eher föderalistische oder zentralistische Strukturen fördern sollte. Die Regierung verfolgte das ‚DDR-Konzept‘ (Disarmament, Demobilization and Reintegration, also Entwaffnung, Demobilisierung und Reintegration der bewaffneten ethnischen Organisationen). Dies führte zu Konflikten mit einigen ethnischen Gruppierungen, welche ja Unabhängigkeit, bzw. einen starken Föderalismus in ihren Verfassungen festgelegt hatten. Das Motto der Karen National Union lautete etwa: „Wir werden unsere Waffen niemals aufgeben.“ Die ethnischen Organisationen fühlten sich von der Mehrheitsbevölkerung der Birmanen jahrzehntelang unterdrückt. Eine wirtschaftliche Integration war nicht im Sinne dieser Organisationen, die laut Schätzungen zwischen 20 und 30 Milliarden Dollar im Jahr durch eigene wirtschaftliche Aktivitäten einnahmen. So bestanden beispielsweise zwischen dem Wa-Staat und dem restlichen Unionsgebiet bestanden Grenzen; Import und Export wurden durch Zollkontrollen behindert, während die Grenze zwischen dem Wa-Staat und China relativ offen war. Der Wa-Staat bezog Elektrizität, Kommunikation und andere öffentliche Dienste aus China und verwendete die chinesische Währung. Die Shan State Army-South dagegen war eng mit Thailand verbunden und nutzte dessen Infrastruktur (und damit auch die thailändische Zeit) sowie den Thai Baht als Währung. All diese  Organisationen profitierten von Waffenstillständen mit den Militärregierungen und agierten wie unabhängige Staaten. Eine Integration in die staatlichen Strukturen von Myanmar war nicht in ihrem Sinne, und schon gar nicht eine starke Zentralregierung. Viele dieser Organisationen finanzierten ihre Aktivitäten durch Schmuggel. Dazu kam der Abbau von Bodenschätzen und der Betrieb von Spielkasinos. So gab es etwa an der Grenze zu Thailand dutzende halb-offizielle Grenzübergänge, die sogenannten Gates. Einige Organisationen versuchten Verträge mit internationalen, besonders chinesische Investoren abzuschließen, indem sie ihnen Land und Sicherheit zur Verfügung stellten. Dies nutzten besonders kriminelle chinesische Organisationen aus, um ihre illegale Aktivitäten in die Gebiete unter der Kontrolle von ethnischen Organisationen zu verlegen. Die Waffenstillstände von 2015 mit der Regierung ermöglichten dies. Es entstanden Fraud Factories wie Shwe Kokko und KK Park. Einige ethnische Organisationen waren stark in die Produktion von illegalen Drogen und in den Drogenschmuggel involviert. Eine Reintegration in den Zentralstaat war daher nicht im Interesse dieser Organisationen.
Die myanmarische Armee ist auf sogenannten Light Infantry Battaliones, kurz LIB, aufgebaut. Diese wurden oft in die unzugänglichen Bergregionen, die von bewaffneten ethnischen Organisationen kontrolliert wurden, entsandt. Letztere bauten ihre festungsartigen Stellungen mit Lauf- und Schützengräben an strategischen Orten (meistens Bergspitzen) auf. Die LIB waren primär auf sich alleine gestellt und mussten sich selbst versorgen. Eine ihrer Aufgaben war die Rekrutierung regierungsfreundlicher Milizen, die ihnen bei der Versorgung helfen sollten. Mit der Zeit entwickelten sich enge Beziehungen zwischen den Soldaten der LIB und den Bewohnern der umliegenden Dörfer, welche mit den LIB kooperieren wollten. Gemeinsame Wirtschaftsunternehmen wurden gegründet, besonders um Bodenschätze abzubauen. Aber viele LIB unterstützten auch den Anbau von Schlafmohn und den Schmuggel von Drogen. Dabei waren auch die Soldaten der übergeordneten regionalen Operationszentralen in die Geschäfte involviert. Die Soldaten der LIB mussten einen Teil ihrer Gewinne an die befehlshabenden Dienststellen abliefern. Nach verschiedenen Waffenstillstandsverhandlungen beteiligten sich auch andere ethnische Organisationen an diesen lukrativen Geschäften mit dem Militär. Die Zivilregierung versuchte gegen diese Missstände in der Armee vorzugehen. Dennoch kontrollierte das Militär einen erheblichen Teil der Wirtschaft. So forderte die Zivilregierung unter anderem die Entlassung der Befehlshaber der Bataillione der Karen Border Guard Force, welche in Shwe Kokko einen eigenen Mafiastaat gegründet hatten. Viele LIB unterstützen auch den Schmuggel in den Grenzregionen. Dies wurde von höheren Militärs geduldet oder gefördert; viele von diesen waren an Gesellschaften, welche von Militäreinheiten gegründet wurden, privat beteiligt.
Die internationale Gemeinschaft reagierte hilflos und oftmals mit einfach gestrickten Konzepten auf die chaotische Situation im Land. Enorme Summen wurden in Friedensinitiativen wie den Nationalen Waffenstillstandsvertrag von 2015 gesteckt. Sie forderten von den ethnischen Minderheiten die Unterzeichnung dieses Waffenstillstandsvertrages. Erst nach dessen Unterzeichnung sollte es zu ernsthaften Dialogen und Gesprächen mit den betroffenen Minderheiten kommen. 2015 wurden 15 bewaffnete Organisationen zu Waffenstillstandsverhandlungen aufgefordert, von denen jedoch nur acht den Nationalen Waffenstillstandsvertrag  unterzeichneten. Die sieben anderen, darunter die mächtigsten der Gruppierungen (wie die United Wa State Army, kurz UWSA), weigerten sich, diesen Vertrag zu unterzeichnen, weil sie sich in einer stärkeren Position und in den Verträgen eine Verschlechterung ihrer Lage sahen. Die UWSA verfügte beispielsweise faktisch seit 1989 über einen autonomen Staat, den Wa-Staat. Sie bevorzugte den Status quo, also den Waffenstillstand von 1989 mit dem Militär, bei welchem die Nichteinmischung des Zentralstaates in die Angelegenheiten der UWSA festgeschrieben worden war, gegenüber neuen Regelungen, welche zwangsläufig mit einem verstärkten Einfluss der demokratisch gewählten Zentralregierung in die Angelegenheiten der Wa verbunden gewesen wären. Auch enge wirtschaftliche Verbindungen zwischen dem Militär und der UWSA verhinderten einen Abschluss mit der Zivilregierung. Verschiedene ethnische Organisationen hatten enge wirtschaftliche Beziehungen zu führenden Kreisen im Militär aufgebaut. Die sieben ethnischen Organisationen gründeten 2016 das Federal Political Negotiation and Consultative Committee. Besonders die Schweiz und Norwegen agierten als Vermittler und forderten Waffenstillstände, Friedensverhandlungen und eine Reintegration der ethnischen bewaffneten Organisationen in den von Burmesen kontrollierten Zentralstaat, die aber  gar nicht in diesen reintegriert werden wollten und die Initiativen als destruktiv ansahen, da die internationalen Vermittler mit der demokratisch gewählten Regierung und weniger mit den Betroffenen einen Kompromiss suchten. Besonders die internationale Unterstützung der gewählten demokratischen Regierung führte zu Verstimmungen mit den ethnischen Organisationen, wurde doch klar, dass die internationale Gemeinschaft auch gewaltsame Übergriffe der gewählten Regierung gegen Minderheiten wie die muslimischen Rohingya und die buddhistischen Arakanesen duldete.
Die NLD schrieb in ihr Wahlprogramm von 2020, dass der Einfluss des Militärs schrittweise reduziert werden sollte. Nach 2020 sollten nur noch 15 % der Parlamentsabgeordneten vom Militär ernannt werden, nach 2025 noch 10 % und nach 2030 noch 5 %. Die bisherige Verfassung schreibt eine Zustimmung von 75 % der Abgeordneten für Verfassungsänderungen und eine Ernennung 25 % der Abgeordneten durch das Militär vor. Zwar kam die NLD mit ihren Vorstellungen 2019 nicht durch; zumindest theoretisch hätte aber die Möglichkeit bestanden, dass einige der vom Militäre ernannten Abgeordneten nach den Wahlen 2020 die Seiten gewechselt hätten, um eine Verfassungsänderung zu erreichen. Um in dieser Situation so viele Abgeordnetensitze wie möglich zu erhalten, verfiel die NLD in eine bamarisch-nationalistische Rhetorik. 89 % der Bevölkerung sind Buddhisten, und auch unter diesen gibt es radikale Strömungen. Um die buddhistische Mehrheit zu erreichen, wurde gegen Minderheiten, besonders gegen Muslime und Christen argumentiert.
Am Morgen des 1. Februar 2021 setzte das myanmarische Militär, die Tatmadaw, die gewählte Regierung Myanmars durch einen Staatsstreich ab und bildete eine Militärjunta. Der ehemalige Präsident Win Myint, Aung San Suu Kyi und mehrere andere Mitglieder der Nationalen Liga für Demokratie wurden festgenommen. Min Aung Hlaing übernahm als Diktator die Macht. Als Begründung für den Putsch wurden angebliche Wahlfälschungen angegeben. Die Junta ließ Oppositionelle brutal verfolgen und rief den Ausnahmezustand aus, um Massenproteste niederzuschlagen. Gegen Demonstranten, die die Wiederherstellung der Demokratie forderten, ging das Militär mit Gewalt vor, und Aung San Suu Kyi wurde zu einer Haftstrafe verurteilt.

## Bewaffneter Aufstand und Verlauf
Zahlreiche Demonstranten gegen die Militärherrschaft begaben sich nach dem Putsch in die Grenzgebiete Myanmars, um sich einer der vielen aufständischen Gruppen des Landes anzuschließen und sich dort ausbilden zu lassen. Die Kachin Independence Army (KIA) und die Karen National Liberation Army (KNLA) starteten Anfang 2021 Offensiven gegen die Militärjunta. In Chin-Staat rückte die Chinland Defense Force vor. Eine der ersten großen Schlachten fand hier im April 2021 in der Stadt Mindat statt. Anhaltende Kämpfe verwandelten diesen Ort in eine Geisterstadt, und zahlreiche Bewohner mussten in die umliegenden Wälder fliehen.
Am 16. April kündigte der pro-demokratische Politiker Min Ko Naing die Bildung einer oppositionellen Einheitsregierung (National Unity Government of Myanmar, NUG) an. Er erklärte, dass die entmachteten Führer Aung San Suu Kyi und Win Myint ihre Positionen als Regierungsspitze behalten würden und dass Angehörige der Kachin- und Karen-Minderheiten in der neuen Exilregierung eingebunden werden. In der gleichen Ankündigung bat Min Ko Naing die internationale Gemeinschaft um die Anerkennung der Exilregierung. Die NUG erklärte dann am 5. Mai die Bildung eines eigenen Militärs. Diese Streitkräfte erhielten den Namen „Volksverteidigungskräfte“ (People’s Defence Force, PDF).
Am 7. September erklärte die NUG einen „Verteidigungskrieg“ und rief alle bewaffneten Oppositionsgruppen zum Angriff auf die Tatmadaw auf. Die Kriegserklärung führte dazu, dass die Zahl der Scharmützel und Zusammenstöße zwischen Milizen, PDF und der Militärjunta im ganzen Land zunahm. Am 14. September erklärte die NUG, dass bei den Kämpfen in den vorangegangenen drei Monaten über 1700 Soldaten der Militärjunta getötet und 630 verwundet worden seien. Von September bis Oktober kam es zu mehreren größeren Zusammenstößen im Bundesstaat Chin, in der Region Sagaing, in der Region Magwe, im Bundesstaat Kayah und im Bundesstaat Shan. Bis 2022 konnte die NUG substanzielle Gebiete unter ihre Kontrolle bringen, die allerdings häufig dünn besiedelt waren. Sie wurde aber zunehmend auch in urbanen Gebieten aktiv.
In der Nacht zum 23. Oktober 2022 führte die myanmarische Luftwaffe eine Reihe von Luftangriffen in der Gemeinde Hpakant im Bundesstaat Kachin in Nord-Myanmar durch. Das Zielgebiet befand sich auf dem Territorium der 9. Brigade der Kachin Independent Army (KIA). Bei den Luftangriffen auf ein Freiluftkonzert wurden mindestens 80 Zivilisten getötet, darunter KIO-Funktionäre und Musiker.
Am 2. Februar 2023 verhängte Min Aung Hlaing das Kriegsrecht über 37 Gemeinden mit Widerstandsaktivitäten in acht Provinzen, wovon Millionen von Einwohnern betroffen waren.
Im März und April 2023 verübte die Junta mehrere Gräueltaten. Im März exekutierten Armeetruppen beim Massaker von Tar Taing in der Region Sagaing 17 Dorfbewohner und mindestens 30 Dorfbewohner beim Massaker von Pinlaung im Shan-Staat, darunter drei buddhistische Mönche. Mitte April bombardierte die myanmarische Luftwaffe beim Massaker von Pazigyi in der Region Sagaing eine Versammlungsfeier und tötete dabei mindestens 165 Zivilisten, darunter mehrere Kinder, wenige Tage vor dem burmesischen Neujahrsfest. Der Angriff wurde von der Junta mit Verweis auf ein dortiges Büro der PDF verteidigt. Der UN-Hochkommissar für Menschenrechte, Volker Türk, verurteilte den Angriff unter Berufung auf die Pflicht zum Schutz der Zivilbevölkerung.

In städtischen Gebieten kam es weiterhin zu Guerilla-Angriffen. Am 19. Juni 2023 wurde Ye Khaing, Betriebsdirektor und Sicherheitschef des internationalen Flughafens von Rangun und ehemaliger Luftwaffenmajor, von der Guerillagruppe Urban Owls vor seinem Haus in Rangun ermordet. 

Territoriale Situation im Oktober 2023 Rot: Militärregierung, Orange: Regierungsnahe Gruppierungen, Grün: Wa-Staat (Ohne Region 171 hier Orange), Gelb: Opposition

Im September 2023 behauptete die NUG, die Mehrheit des Staatsgebiets von Myanmar eingenommen zu haben. Im Oktober 2023 wurde über eine schlechte Moral und verbreitete Desertion in den Streitkräften der Junta berichtet. Berichten zufolge bestand eine vollständige Kontrolle der Junta nur noch in weniger als einem Drittel der Gemeinden des Landes. Dass die bewaffneten ethnischen Organisationen und nicht die NUG die größten Geländegewinne erzielten, verschwieg die Exilregierung.
Im November 2023 nahm die Myanmar Nationalities Democratic Alliance Army (MNDAA), die Ta’ang National Liberation Army (TNLA) und die Arakan Army (AA) gemeinsam in einer erfolgreichen Offensive (als Operation 1027 bekannt) zahlreiche strategisch wichtige Orte an der Grenze zur Volksrepublik China ein. In den darauffolgenden Monaten verlor das Militärregime die Kontrolle über weitere Orte und Stützpunkte in verschiedenen Teilen des Landes. Infolgedessen rief das Militärregime eine mehrjährige Wehrpflicht für junge Frauen und Männer aus. Die International Crisis Group schrieb der Militärjunta zu, generell geschwächt zu sein, aber nicht dermaßen, dass der Gebietsverlust ein „Anfang vom Ende des Militärregimes“ sei, da die Junta weiterhin das Zentrum des Landes beherrsche.
Nach Verhandlungen zwischen dem SAC und der MNDAA, TNLA und AA und der chinesischen Regierung in Kunming einigten sich die MNDAA und die TNLA mit der SAC, die Grenzkontrollen zur Grenze zu China ab dem 15. März 2024 gemeinsam vorzunehmen. Die Grenzübergänge wurden offiziell von der MNDAA unter deren Fahne weitergeführt. Die Grenzpolizei der Zentralregierung und der Zoll führten weiterhin die Kontrollen unter der Aufsicht der MNDAA durch. Es wurde vereinbart, dass 70 % der Gebühren und Zölle der MNDAA zustehen sollten. Da Teile der Mandalay-Lazio-Muse Fernstraße (Asia Highway 14) von Einheiten der KIA und der SSA-SSPP kontrolliert wurden, führte die MNDAA und die TNLA Operationen gegen die KIA und die SSA-SSPP durch. Das Beispiel zeigt, dass die meisten bewaffneten ethnischen Organisationen nur ihre eigene Agenda verfolgen und nicht die der NUG. So schlossen die Mitglieder der Three Brotherhood Alliance im Januar 2024 einen Waffenstillstand mit der SAC ab. Dabei hieß es am 31. Oktober 2023 in einem Statement der NUG, dass die Mitglieder der three brotherhood Alliance und die NUG gemeinsam das SAC bekämpfen würden. Dass die MNDAA und die TNLA Positionen der mit der NUG verbündeten KIA angreifen würden, konnte bei der NUG im Oktober 2023 niemand ahnen.
Im April 2024 nahmen Kräfte der PDF und der Karen National Liberation Army (KNLA) mit Myawaddy eine wichtige Grenzstadt nahe Thailand ein. Tausende Bewohner der Stadt flüchteten aus Furcht vor Luftschlägen der Militärjunta über die Grenze. Die Einnahme der Stadt ist bedeutend, weil diejenige Konfliktpartei, die Myawaddy kontrolliert, gleichzeitig die Kontrolle über das Geschäft und den Handel zwischen Myanmar und Thailand und damit besseren Zugang zu Ressourcen und etwaigen Nachschub aus dem Ausland hat – obwohl Thailand in dem Bürgerkrieg bis dahin die meiste Zeit an der Seite des Militärregimes stand.
Ab Frühjahr 2024 begann die myanmarische Militärjunta bzw. die Streitkräfte von Myanmar, die zuvor noch einen Völkermord an den Rohingya verübt hatte, männliche Rohingya zum Kriegsdienst bzw. zur Beteiligung am Bürgerkrieg zu zwingen. Andere Rohingya verbündeten sich freiwillig mit der Militärregierung um die Arakan Army zu bekämpfen.
Im Jahr 2024 erlitt die Junta mehrere Niederlagen. Sie verlor bspw. die Kontrolle über alle Landesgrenzen. Das Gebiet, das sie kontrolliert, reduzierte sich bis Oktober 2024 auf nur noch 14 % der Fläche Myanmars. In jenem Gebiet, das unter anderem die Großstädte Mandalay, Yangon und Naypyidaw einschließt, lebt ein Drittel der Bevölkerung. Im Gegensatz zu den drei Großstädten gilt die Stadt Pyin Oo Lwin, die das Regime ebenfalls noch kontrolliert und in der sich die Militärakademie des Landes befindet, als einnehmbar. Trotz der Niederlagen und obwohl die Mehrheit der Menschen Myanmars das Regime und das ihm unterstehende Militär loswerden will, begann die Volksrepublik China im Jahr 2024 das Militärregime durch Waffenlieferungen (insbesondere Kampfflugzeuge und Drohnentechnologie) zu unterstützen. China schlug dem Regime im selben Jahr vor, „Wahlen“ abzuhalten. Westliche Analysten werten den Vorschlag der Scheinwahlen als Versuch, die Junta in eine scheinbar zivile Regierung umzuwandeln und ihr Legitimität zu verschaffen. Laut der International Crisis Group fürchtet die chinesische Staatsführung das mögliche Szenario eines Gescheiterten Staats infolge eines Zusammenbruchs der Staatsgewalt.
Am 3. August 2024 wurde die Hauptstadt des nördlichen Shan-Staates Lashio von Truppen der MNDAA und Verbündeten Truppen (TNLA, PLA und der BPLA) eingenommen. Damit befand sich der nördliche Shan-Staat mit Ausnahme der Grenzstadt Muse, welche aber abgeschnitten wurde, unter der Kontrolle der Opposition. Nach den Erfolgen der MNDAA und TNLA schloss China im Juni 2024 die Grenzübergänge zu Gebieten, welche von den EAOs gehalten wurden und zwangen die UWSA ihre Grenze zu den Gebieten der ethnischen Organisationen ebenfalls zu schließen. Die UWSA gilt als großer Unterstützer der MNDAA. China versuchte mit diesem Schritt die Offensiven der EAO's zu stoppen. Auch rückte die UWSA in Gebiete westlich des Salween vor, um die Gebiete vor dem Zugriff durch die MNDAA zu schützen. Die MNDAA und ihre Verbündeten brachen daraufhin ihre Offensiven ab. Im Januar und Februar 2025 kam es zu Verhandlungen mit der Militärregierung. Waffenstillstandsabkommen wurden auf Druck von China unterschrieben und die Grenzen von China und zum Wa-Staat wieder geōffnet.

## Humanitäre und wirtschaftliche Auswirkungen
Zahlreiche Menschen wurden durch den Konflikt und die Repressionen der Militärjunta intern vertrieben, und 13.000 Kinder kamen bis September 2022 in dem Krieg ums Leben. Laut UNOCHA flohen über 40.000 Menschen in die Nachbarländer. Im März 2023 schätzten die Vereinten Nationen, dass seit dem Staatsstreich 17,6 Millionen Menschen in Myanmar humanitäre Hilfe benötigten, während 1,6 Millionen Menschen innerhalb des Landes vertrieben und 55.000 zivile Gebäude zerstört worden waren. Oft hat die Militärregierung den Zugang der Binnenvertriebenen zu Nahrungsmitteln, Medikamenten und Treibstoff abgeschnitten. Oft können Binnenvertriebene nicht zu ihren Dörfern oder Anbaugebieten zurückkehren, weil die Gebiete vermint sind oder anderweitige nicht detonierte Kampfmittel dort herumliegen.
Die Menschenrechtslage in Myanmar hat sich seit Beginn des Bürgerkriegs erheblich verschlechtert. Das Militär hat Kriegsverbrechen wie sexuelle Gewalt, Folter und gezielte Tötung von Zivilisten verübt. In Gebieten mit Widerstandsaktivitäten geht die Junta willkürlich gegen Zivilisten vor.
Beide Seiten haben Schulen als Militärbasen und Gefangenenlager genutzt, und Schulen wurden zum Ziel von Angriffen. Im Juni 2022 konnten 7,8 Millionen Kinder im Land nicht zur Schule gehen, und etliche wurden als Kindersoldaten eingesetzt.
Das Gesundheitssystem des Landes ist durch den Militärputsch und den Krieg zusammengebrochen. Die Wirtschaftsleistung ist eingebrochen, der Kyat hat an Wert verloren, die Inflation ist gestiegen und ausländische Unternehmen haben sich aus dem Land zurückgezogen.

## Position ausländischer Mächte
Russland hat seine Beziehungen zur burmesischen Militärjunta mit dem Fortschreiten des Bürgerkriegs vertieft. Russland hat das Regime mit Material und militärischer Ausbildung unterstützt. Min Aung Hlaing hat Russland mehrmals besucht und sich im September 2022 persönlich mit dem russischen Präsidenten Wladimir Putin getroffen. Die Militärjunta hat im Gegenzug die russische Invasion in der Ukraine unterstützt.
Die Volksrepublik China gilt als der zweite große Unterstützer der Militärjunta, unterhält allerdings auch Kontakte zur Opposition. So unterstützt China diverse bewaffnete ethnische Gruppen, auch solche, welche die Militärregierung bekämpfen, mit Waffen. Die Lieferungen erfolgen über die United Wa State Army, welche diese an die anderen bewaffneten Gruppen verkauft oder weiterreicht. China versuchte während der Operation 1027 als Vermittler aufzutreten und lud beide Seiten zu Gesprächen nach Kunming ein. Dabei erklärten sich beide Seiten bereit, von Angriffen auf chinesische Investitionen abzusehen. Auch sorgte sich die chinesische Regierung um ihre eigenen Staatsbürger, welche im Land illegalen Geschäften nachgehen. Eines der erklärten Ziele der Operation 1027 war die Unterbindung von illegalen Online-Scams, welche in der von der Regierung gehaltenen Kokang Zone ansässig waren. (Siehe Fraud Factory) Nach der Eroberung von Kokang durch die MNDAA lieferte diese Tausende chinesischer Staatsbürger, welche primär Chinesen um ihr Vermögen gebracht hatten, an die chinesischen Behörden aus. Die myanmarische Regierung tat wenig, um die Chinesischen Triaden in Myanmar zu stoppen. CNN meldete am 19. Dezember 2023, dass China sein Vertrauen in die Militärregierung verloren hätte. Die chinesischen Syndikate operierten unter dem Schutz der Border Guard Force BGF in Kokang, also ethnischer Milizen, welche von der myanmarischen Zentralregierung bewaffnet und finanziert worden sind. Diese begingen unzählige Menschenrechtsverletzungen im Auftrag der Triaden, indem sie chinesische Arbeiter in die Kokang Zone schmuggelten und wie Sklaven behandelten. Sie zwangen diese auch, sich an Online-Betrügereien zu beteiligen. Auch die VOA meldete, dass die Offensive der Anti-Militär-Allianz den chinesischen Behörden helfen würde, und die Operation 1027 im Sinne Chinas verlief. VOA berichtet auch von einem Vorfall am 20. Oktober 2023. Dabei hätten die mit dem Militärregime verbündeten Border Guard Forces ein Massaker unter chinesischen Staatsangehörigen in Kokang angerichtet. Festgehaltene chinesische Staatsangehörige hätten zu fliehen versucht, nachdem sie an einen sicheren Ort gebracht werden sollten. Die BGF hätte sie daraufhin erschossen. Nach dem Massaker mit über 100 Toten hätte China grünes Licht für die Operation 1027 gegeben.
Eines der strategischen Ziele von Chinas Politik ist die Schaffung des China-Myanmar Economic Corridors, kurz CMEC, einer Eisenbahn-, Straßen- und Pipelineverbindung zwischen Kunming in der chinesischen Provinz Yunnan und dem Tiefseehafen Kyaukphyu am Indischen Ozean. Aber das Projekt stößt auf Widerstand in Myanmar. Zu tief ist das Misstrauen in den großen, chinesischen Nachbarn, der in der Vergangenheit ethnische Minderheiten gegen die Zentralregierung unterstützt hat und unterstützt. Eine Straßenverbindung bestand bereits während des Zweiten Weltkriegs, die sogenannte Burma Road, welche von chinesischen, britischen und amerikanischen Soldaten geschaffen wurde, um China im Kampf gegen Japan zu unterstützen. Nach dem Krieg zerfiel die Straße. Das CMEC stagniert seit vielen Jahren. Das Misstrauen des myanmarischen Militärs ist stark, während verschiedene ethnische Organisationen das Projekt begrüßen und unterstützen.
Die Vereinigten Staaten, das Vereinigte Königreich, Kanada und die Europäische Union haben als Reaktion auf die anhaltende Gewalt Sanktionen gegen die Regierung von Myanmar verhängt. Der US-Kongress hat im Dezember 2022 den BURMA Act verabschiedet, welcher die Unterstützung der Opposition außerhalb der Lieferung von tödlichen Waffen vorsieht. Das EU-Parlament hat die NUG als die legitime Regierung Myanmars anerkannt.